# Senegal ai Giochi della XXXIII Olimpiade
Il Senegal ha partecipato ai Giochi della XXXIII Olimpiade, svoltisi a Parigi dal 26 luglio all'11 agosto 2024, con una delegazione di 11 atleti, 7 uomini e 4 donne, in 7 sport e 8 discipline.
I portabandiera alla cerimonia di apertura sono stati Louis François Mendy e Combe Seck.

## Delegazione
| Sport            | Uomini | Donne | Totale |
| ---------------- | ------ | ----- | ------ |
| Atletica leggera | 2      | 1     | 3      |
| Canoa/kayak      | 1      | 1     | 2      |
| Judo             | 1      | 0     | 1      |
| Nuoto            | 1      | 1     | 2      |
| Scherma          | 0      | 1     | 1      |
| Taekwondo        | 1      | 0     | 1      |
| Tennistavolo     | 1      | 0     | 1      |
| Totale           | 7      | 4     | 11     |